# 366日 (映画)
『366日』（さんびゃくろくじゅうろくにち）は、2025年1月10日に公開された日本映画。監督は新城毅彦、主演は赤楚衛二、ヒロインは上白石萌歌。
HYの同名楽曲をモチーフに、沖縄に住む高校生と、彼の後輩の女子の20年越しの恋愛模様が描かれる。
アメリカのコロンビア ピクチャーズが英語圏向けにリメイクする権利を獲得した。

## キャスト

### 主要人物
真喜屋湊（まきや みなと）
演 - 赤楚衛二
沖縄に住む高校生。東京の大学に進学し、2年後に上京してきた美海と再会する。
玉城美海（たましろ みう）
演 - 上白石萌歌
湊の後輩。同じ音楽が好きで自然に惹かれ合い、湊の卒業式の日に付き合うことになる。

### 湊の関係者
望月香澄（もちづき かすみ）
演 - 玉城ティナ
湊と同じ大学で音楽サークルに所属。湊に惹かれながらも美海との恋を応援する。
橘諒太（たちばな りょうた）
演 - 溝端淳平
湊の会社の先輩。
真喜屋由紀子（まきや ゆきこ）
演 - 石田ひかり
湊の母。
湊の祖母
演 - きゃんひとみ

### 美海の関係者
嘉陽田琉晴（かようだ りゅうせい）
演 - 中島裕翔
美海の幼なじみ。彼女に思いを寄せながらも優しく見守る。
玉城明香里（たましろ あかり）
演 - 国仲涼子
美海の母。
玉城一馬（たましろ かずま）
演 - 杉本哲太
美海の父。
嘉陽田陽葵（かようだ ひまり）
演 - 稲垣来泉（幼児期：永谷咲笑）
20年後の美海の娘。
金城琥太郎（きんじょう こたろう）
演 - 齋藤潤
陽葵の幼なじみ。

### その他
アナウンサー
演 - 秀島史香（声）
FMラジオのアナウンサー。
沖縄料理店の店長
演 - 福澤重文

## スタッフ
- inspired by HY「366日」[9]
- 原作 -「366日」物語委員会[10]
- 監督 - 新城毅彦
- 脚本 - 福田果歩[10]
- 音楽 - 日向萌[10]
- 主題歌 - HY「恋をして」（Polydor Records）[11]
- 製作代表 - 髙𣘺敏弘、門屋大輔[10]
- エグゼクティブプロデューサー - 吉田繁暁[10]
- 企画 - 新垣弘隆[10]
- 企画・プロデュース - 石塚慶生、種田義彦、正岡和寿[10]
- プロデューサー - 細井菜都記、前田茂司[10]
- アソシエイトプロデューサー - 佐原沙知[10]
- 宣伝プロデューサー - 真保麻希子[9]
- 撮影 - 小宮山充、西岡章[10]
- 照明 - 加藤あやこ[10]
- 美術 - 林田裕至[10]
- 録音 - 田辺正晴[10]
- 編集 - 穗垣順之助[10]
- 装飾 - 山田好男[10]
- 記録 - 藤島理恵[10]
- スタイリスト - 棚橋公子[10]
- ヘアメイク - 牧瀬浩子[10]
- VFXスーパーアドバイザー - 荻島秀明[10]
- 助監督 - 中村圭良[10]
- 音楽プロデューサー - 高石真美[10]
- 音響効果 - 西垣尚弥[10]
- 選曲 - 稲川壮[10]
- キャスティングプロデューサー - 山口正志[10]
- キャスティングスーパーバイザー - 柿崎ゆうじ[10]
- ラインプロデューサー - 善田真也[10]
- 制作プロダクション - 楽映舎[9]
- 制作協力 - 松竹撮影所、松竹映像センター[9]
- 製作幹事・配給 - 松竹、ソニー・ピクチャーズ エンタテインメント[9][10]
- 製作 - 映画「366日」製作委員会（松竹、ソニー・ピクチャーズ エンタテインメント、トライストーン・エンタテイメント、ストームレーベルズ、Handmade Music、松竹ブロードキャスティング）

## 興行収入
興行面では1週目では初登場6位だったが、2週目以降はランクを上げていき、4週目の週末興行収入では1位になっている。